# Franciszek Sonik

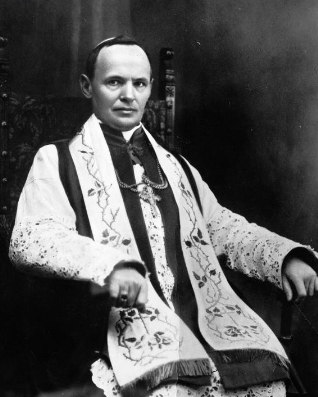
Franciszek Sonik

Franciszek Sonik (* 17. September 1885 in Wawrzenczyce, Polen; † 27. November 1957 in Kielce) war ein polnischer Geistlicher.
Sonik wurde am 5. März 1911 geweiht.
Papst Pius XI. ernannte ihn am 16. Dezember 1935 zum Weihbischof in Kielce und Titularbischof von Margum. Am 24. Februar weihte Augustyn Łosiński, Bischof von Kielce, ihn zum Bischof. Mitkonsekratoren waren Kazimierz Tomczak, Weihbischof in Łódź, und Jāzeps Rancāns, Weihbischof in Riga.